# Czabor
Czabor – staropolskie imię męskie. Składa się z członu Cza- („spodziewać się, oczekiwać”) i -bor („walka”). Mogło oznaczać "tego, który spodziewa się walki". Inną hipotezą pochodzenia tego imienia jest powstanie członu Cza- w wyniku skrócenia członu Czści-. Byłby to wówczas jeden z wariantów imienia Czścibor.